# Niger ai Giochi della XXVI Olimpiade
Il Niger ha partecipato ai Giochi della XXVI Olimpiade di Atlanta, che si sono svolti dal 19 luglio al 4 agosto 1996.
Gli atleti della delegazione nigerina sono 3.

## Risultati

### Atletica Leggera
Gare maschili
| Atleta         | Evento      | Batteria  | Batteria  | Quarto di finale | Quarto di finale | Semifinale | Semifinale | Finale          | Finale          |
| Atleta         | Evento      | Risultato | Posizione | Risultato        | Posizione        | Risultato  | Posizione  | Risultato       | Posizione       |
| -------------- | ----------- | --------- | --------- | ---------------- | ---------------- | ---------- | ---------- | --------------- | --------------- |
| Boureima Kimba | 100 m piani | 11"24     | 101       | N.D.             | N.D.             | N.D.       | N.D.       | non qualificato | non qualificato |
| Abdou Manzo    | Maratona    | 2h30'57"  | 85        | N.D.             | N.D.             | N.D.       | N.D.       | non qualificato | non qualificato |

Gare femminili
| Atleta           | Evento       | Batteria  | Batteria  | Quarto di finale | Quarto di finale | Semifinale | Semifinale | Finale          | Finale          |
| Atleta           | Evento       | Risultato | Posizione | Risultato        | Posizione        | Risultato  | Posizione  | Risultato       | Posizione       |
| ---------------- | ------------ | --------- | --------- | ---------------- | ---------------- | ---------- | ---------- | --------------- | --------------- |
| Rachida Mahamane | 5000 m piani | 19'17"87  | 46        | N.D.             | N.D.             | N.D.       | N.D.       | non qualificata | non qualificata |